# Meshuggah

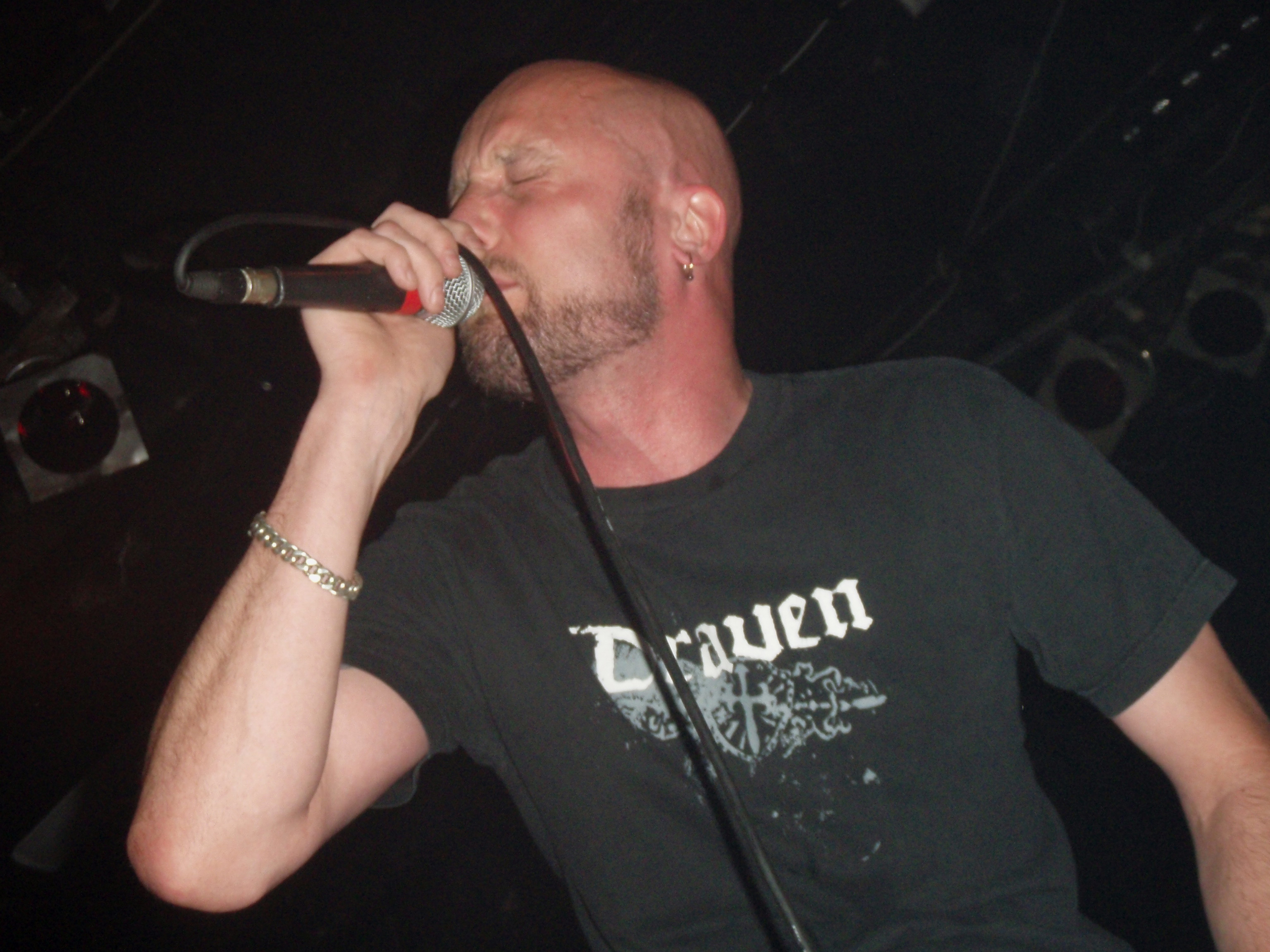
Jens Kidman, Prag 2008.

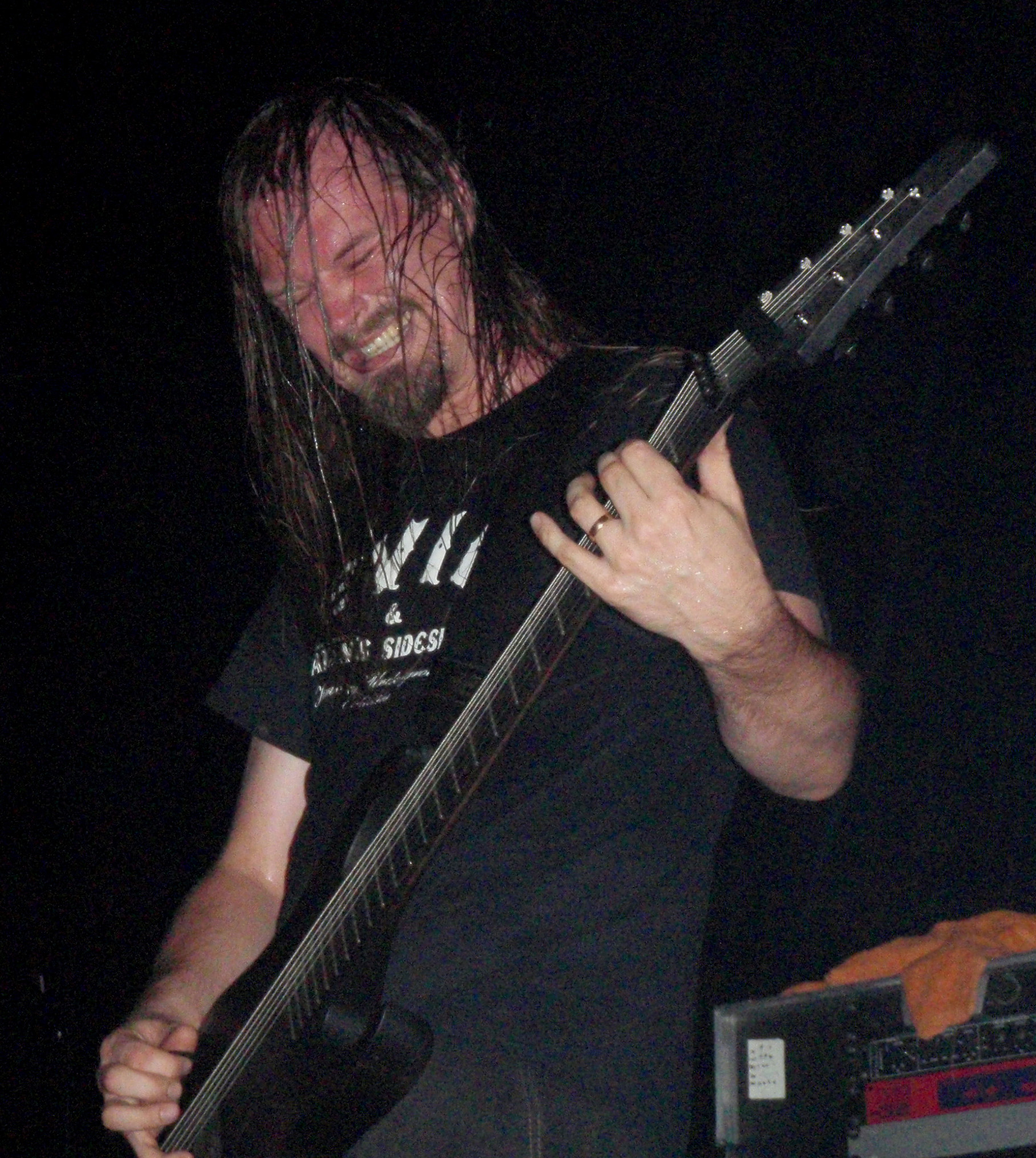
Fredrik Thordendal, Prag 2008.

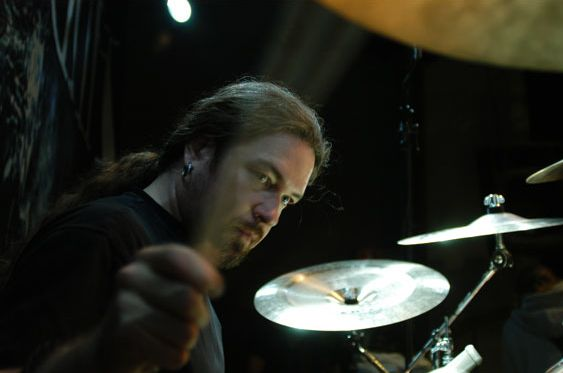
Tomas Haake, Stockholm 2005.

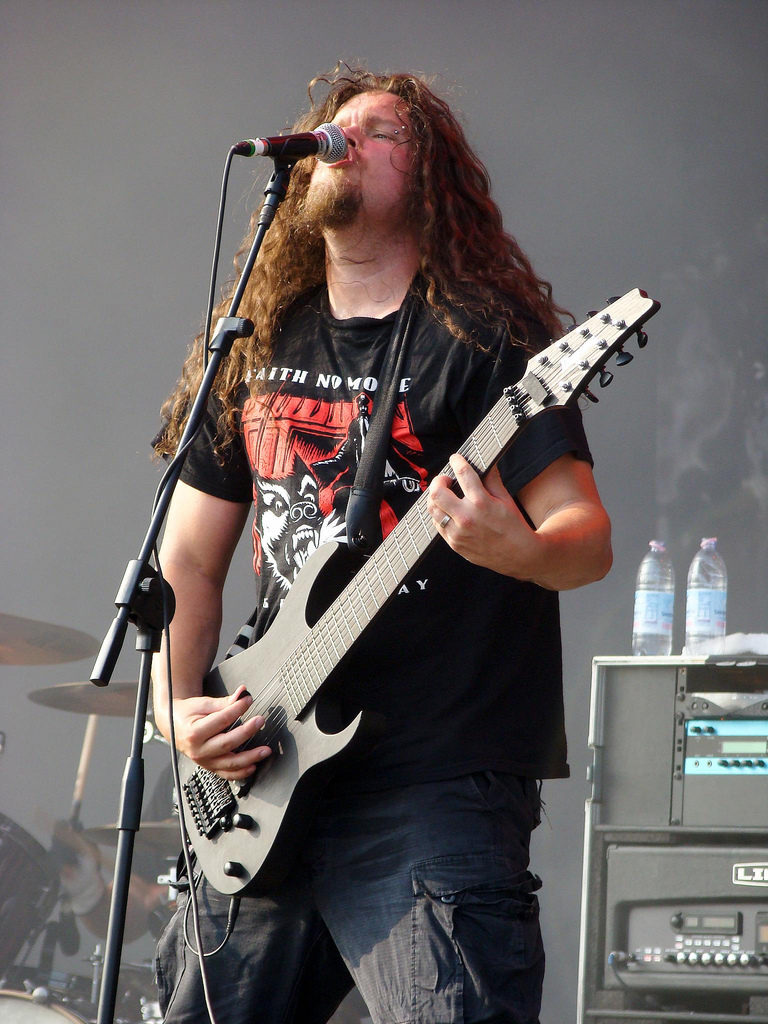
Mårten Hagström, Melbourne 2008.

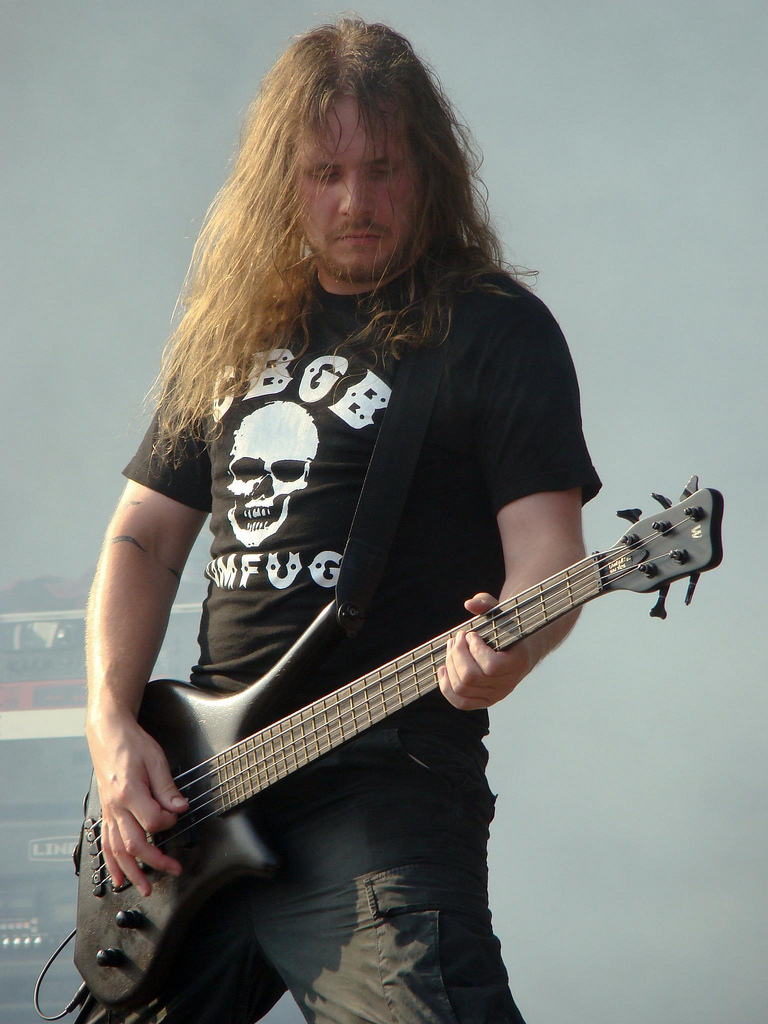
Dick Lövgren, Melbourne 2008.

Meshuggah är ett progressivt metal-band från Umeå, som bildades 1987. Gruppens namn kommer från hebreiska och jiddisch och betyder 'galen'. Den självbetitlade debutskivan, även kallad "Psykisk Testbild" gavs ut 1989.

## Historia

### Bildandet, namnskiften och debuten (1985 – 1991)
Meshuggah bildades 1985 i Umeå av Fredrik Thordendal, ursprungligen under namnet Metallien, och starkt influerade av thrash metal-bandet Metallica. Bandet bytte namn till Meshuggah och bestod då av sångaren Jens Kidman, gitarristerna Fredrik Thordendal och Johan Sjögren, basist Jörgen Lindmark och trummis Per Sjögren. Efter ett tag lämnade Kidman gruppen och bildade bandet Calipash tillsammans med gitarristen Torbjörn Granström, basisten Peter Nordin och trummisen Niklas Lundgren. När Granström lämnade "Calipash" rekryterades Fredrik Thordendal från det splittrade Meshuggah som gitarrist och strax efter detta, från 1987, återtog bandet namnet "Meshuggah".
Den första utgivningen från Meshuggah var en självbetitlad 12"-EP, även benämnd "Psykisk Testbild", utgiven i samarbete med den lokala skivbutiken, "Garageland", i Umeå 1989. Skivan gavs ut i endast 1 000 exemplar och är den enda med Niklas Lundgren på trummor. Han ersattes sen av Tomas Haake från Örnsköldsvik, som spelar på alla Meshuggahs kommande utgivningar. Senare samma år spelade bandet in en sexspårs demo, "Ejaculation of Salvation". En kort tid kompletterades bandet med Marcus Bigren som andre gitarrist.
Meshuggah skrev kontrakt med Nuclear Blast och debutalbumet "Contradictions Collapse" gavs ut 1991, en ren thrash metal-platta, som i ett tidigt skede var tänkt att kallas "(All this Because of) Greed".

### Skador och utveckling, "Destroy Erase Improve" (1992 – 1997)
Efter debutalbumet rekryterades Mårten Hagström, också han från Örnsköldsvik, som andregitarrist och Kidman koncentrerade sig framöver på sången. Bandet och dess medlemmar drabbades av ett par olyckor, då gitarristen Thordendal, till yrket snickare, skar av sig en fingertopp och trummisen Tomas Haake skadade handen då den fastnade i en svarv. Båda kom dock tillbaka till bandet och i november 1994 utgavs den självproducerade EP:n "None" som även den gavs ut av "Nuclear Blast". Vid återutgivningen av "Contradictions Collapse" 1998 återfanns låtarna från "None" som bonusspår, förutom sista spåret, Aztec Two-Step. EP:n hade spelats in i Tonteknik Records i Umeå. 
I juni 1995 släpptes Meshuggahs andra fullängdsalbum "Destroy Erase Improve", inspelad i Soundfront Studios, Uppsala, och producerad av bandet tillsammans med Daniel Bergstrand. Bandet hade nu lämnat sina rötter i "traditionell" thrash metal och presenterade sin alldeles egna form av progressiv metal. Thordendal hanterar förutom gitarrer även synthesizer på detta album. En återutgivning gjordes av "Night of the Vinyl Dead" 2007 i en begränsad vinylupplaga på 333 handnumrerade exemplar.
Meshuggah turnerade under sommaren i Europa som förband till Machine Head, och när frontmannen Robert Flynn skadade sin hand fick Mårten Hagström hoppa in som ersättande gitarrist i huvudbandet. Senare samma år utgavs EP:n "Selfcaged" av Nuclear Blast, i något olika versioner i Europa respektive USA. Under hösten turnerade Meshuggah i Skandinavien och Tyskland tillsammans med Clawfinger. Under delar av turnén ersattes skadade Peter Nordin av Gustav Hielm, basist i Charta 77. Hösten avslutades med ett antal spelningar tillsammans med Hypocrisy med vilka bandet året därpå gav ut en split-EP.
Med Gustav Hielm som ny basist kom i augusti 1997 nästa EP, betitlad "The True Human Design", på vilken även Jocke Skog från Clawfinger medverkar på en remix av Future Breed Machine.

### "Chaosphere" och "Rare Trax" (1998 – 2001)
I november 1998 gav Meshuggah ut sitt tredje fullängdsalbum, "Chaosphere", rensad på varje spår av thrash metal, "a full-blown math-metal smorgasbord of near-impenetrable time changes, atonality, and dissonant riffing.". Albumets dryga 47 minuter avslutas med det åttonde, mer än 15 minuter lång spåret Elastic. Låten Unanything som funnits på promoskivan var utelämnad, men återfinns på den japanska utgåvan. Även detta album fick 2007 en återutgivning på vinyl av "Night of the Vinyl Dead" i en handnumrerade upplaga på 333 exemplar.
Bandet spelade i USA och Skandinavien tillsammans med Entombed för att återvända till Amerika året därpå som förband till Slayer. Till sommaren turnerades Europa tillsammans med österrikiska hardcorebandet Stahlhammer och amerikanska Stormtroopers of Death (S.O.D.).
Ett samlingsalbum med tidiga inspelningar gavs ut 2001. "Rare Trax" innehåller spåren från "Psykisk Testbild", nu för första gången på cd, samt outgivna demolåtar och tre videospår. 
I juni lämnade basisten Gustav Hielm bandet. Under hösten turnerade Meshuggah i USA som förband för Tool.

### "Nothing", "I" och "Catch Thirtythree"(2002 – 2007)
Med sitt fjärde fullängdsalbum, "Nothing", tog sig Meshuggah in på amerikanska Billboard 200-listan med 6 000 sålda exemplar första veckan. Placeringen blev nummer 165. Det var första gången ett album utgivet av Nuclear Blast tog sig in på den listan. Meshuggah blev också det första av Nuclear Blasts band som blev recenserade i musiktidskriften Rolling Stone. På "Nothing" spelar Thordendal och Hagström för första gången på åttasträngade gitarrer, med två strängar extra lågt stämda. Tomas Haake bidrar, förutom trumspelet, också med sång på de båda spåren "Straws Pulled at Random" och "Spasm". Thordendal spelar, utöver gitarr, även bas på detta album. En återutgåva från 2006 innehåller även en DVD med ett framträdande inspelat under Download-festivalen 2005. 
Under hösten 2002 genomförde Meshuggah ytterligare ett antal konsertkvällar med Tool och i maj 2003 var man åter i USA, nu tillsammans med Strapping Young Lad. I juli framträdde bandet på "Quartfestivalen" i Kristiansand, Norge. 
Under 2004 engagerades Dick Lövgren (tidigare bland annat med Arch Enemy och Dark Funeral) som livebasist. Meshuggah spelade in EP:n "I" som består av ett enda 21 minuter långt spår. Skivan släpptes 13 juli samma år. Nästa utgivning, fullängdsalbumet "Catch Thirtythree" består också av en låt, men uppdelad i 13 avsnitt/spår. Trummorna är för första gången programmerade (förutom "War" på albumet Rare trax) och Tomas Haake krediteras "spoken vocals" på albumet. Utan permanent basist anges såväl Kidman, Thordendal och Hagström som ansvariga för basspelet. Albumet gavs ut i maj 2005 och gick in som nummer 170 på Billboard-listan, med strax under 7 000 sålda album första veckan. I juni spelade Meshuggah i Europa med "Scarve" som förband och under hösten var bandet åter i USA tillsammans med The Haunted, God Forbid och Mnemic.

### "obZen" (2008 – )
Enligt Meshuggahs officiella webbplats tog det senaste albumet, obZen, längre tid än väntat att färdigställa. Det var planerat att släppas i september 2007, istället blev utgivningen 7 mars 2008 i Europa och 11 mars i Amerika. Albumet sålde 11 000 exemplar första veckan och tog sig in som nummer 59 på amerikanska Billboard 200-listan. Den första singeln, Bleed släpptes i januari 2008. Dick Lövgren är basist på albumet och Tomas Haake spelar åter trummor, det vill säga trummorna är inte programmerade. Albumet nominerades till en Grammis för "Bästa hårdrock" men priset togs av In Flames med albumet A Sense of Purpose.
Meshuggah spelade på festivalen House of Metal i Umeå 15 februari 2008 och turnerade under våren, med start 26 mars, i Kanada och USA. 
Bandet inledde 2009 med amerikaspelningar samman med Cynic och The Faceless för att fortsätta med planerade spelningar i Skandinavien i april. Till sommaren deltog Meshuggah på flera festivaler i Sverige och Europa, såsom Metaltown och Sonisphere i Hultsfred. 

## Sidoprojekt och samarbeten

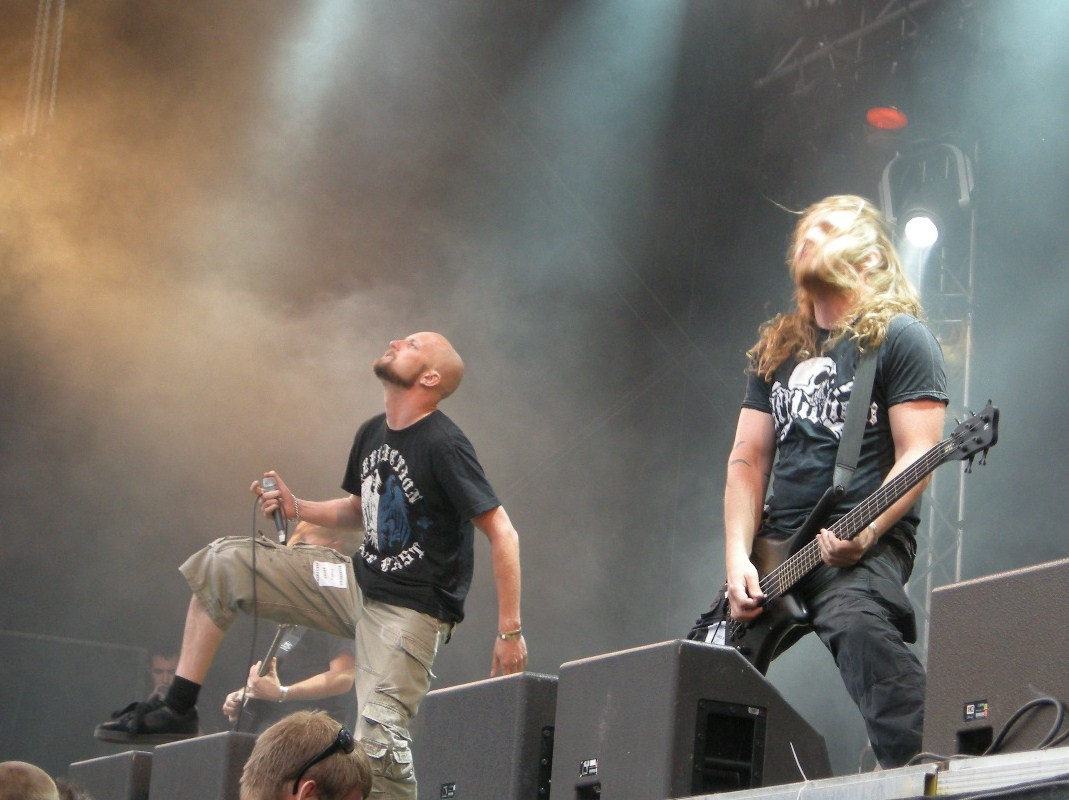
Jens Kidman och Dick Lövgren, Sonisphere 2009.

Fredrik Thordendal spelar bas med bland andra Petter Marklund på Memorandums vinyl-LP "Aux Morts" från 1988 samt på "Ars Moriendi" från 1991. Thordendal och Marklund bildade duon "XXX Atomic Toejam" och gav 1993 ut EP:n "A Gathering of the Tribes for the First/Last Human Be-In" samt deltog med ett spår på samlingsalbumet "Karmanik" samma år. Thordendal deltar också på ett spår på Blenders "Back to Planet Softcore" 1995 samt både med gitarr och bas på Mats/Morgans "Trends and Other Diseases" från 1996.
Thordendal har också under namnet "Fredrik Thordendal's Special Defects" gett ut ett album på Relapse Records, "Sol Niger Within" 1997, där en mängd musiker medverkar och även Tomas Haake medverkar med sin röst, "psychonaut's voice". Albumets speltid är 43:57, fördelade på 29 olika spår..
Jens Kidman deltar med sång på låten The dream is over på Mushroomheads "XIII" från 2003.

## Medlemmar
Nuvarande medlemmar
- Jens Kidman – gitarr (1987, 1988–1992), sång (1987, 1988– ), basgitarr (2005)
- Fredrik Thordendal – sologitarr, rytmgitarr, körsång (1987, 1988– ), keyboard (1998)
- Tomas Haake – trummor, sång (1989– )
- Mårten Hagström – sologitarr, rytmgitarr, körsång (1992– ), basgitarr (1995, 2005)
- Dick Lövgren – basgitarr (2004– )

Tidigare medlemmar
- Per Sjögren – trummor (1987)
- Johan Sjögren – gitarr (1987)
- Jörgen Lindmark – basgitarr (1987)
- Niklas Lundgren – trummor (1987, 1988–1989)
- Peter Nordin – basgitarr (1987, 1988–1995)
- Marcus Bigren – gitarr (1990)
- Gustaf Hielm – basgitarr (1998–2001)

Turnerande medlemmar
- Gustaf Hielm – basgitarr (1995–1998)

## Diskografi

### Demo
- 1989 – Ejaculation of Salvation
- 1991 – Promo 1991
- 1991 – All This Because of Greed
- 1993 – Promo 1993

### Studioalbum
- 1991 – Contradictions Collapse
- 1995 – Destroy Erase Improve
- 1998 – Chaosphere
- 2002 – Nothing
- 2005 – Catch Thirtythree
- 2008 – obZen
- 2012 – Koloss
- 2016 – The Violent Sleep of Reason
- 2022 – Immutable

### Livealbum
- 2010 – Alive (DVD + CD)
- 2014 – The Ophidian Trek (DVD + 2CD)

### EP
- 1989 – Meshuggah
- 1994 – None
- 1995 – Selfcaged
- 1997 – The True Human Design
- 2004 – I
- 2013 – Pitch Black

### Samlingsalbum
- 2001 – Rare Trax
- 2009 – The Singles Collection (10" vinyl + 11" vinyl + 12" vinyl)
- 2016 – 25 Years of Musical Deviance (10 x 12" vinyl box)

### Annat
- 1996 – "Roswell 47" / "Future Breed Machine" (delad 7" vinyl: Hypocrisy / Meshuggah)
- 2002 – Nothing / Reroute to Remain (delad CD: In Flames / Meshuggah)